# جان بارنز
جان بارنز (به انگلیسی: John Barnes) زادهٔ ۷ نوامبر ۱۹۶۳ بازیکن فوتبال اهل انگلستان بود که سابقهٔ بازی در تیم ملی فوتبال انگلستان را در کارنامهٔ خود دارد. وی در تاریخ ۲۸ مه ۱۹۸۳ نخستین بازی ملی خود را در مقابل تیم ملی فوتبال ایرلند شمالی انجام داد و با حضور در ۷۹ بازی ملی، در تاریخ ۶ سپتامبر ۱۹۹۵ واپسین بازی ملی‌اش را در برابر تیم ملی فوتبال کلمبیا برگزار کرد.
این بازیکن توانسته در بازی‌های ملی، ۱۱ گل به ثمر برساند.